# Ardhīn
Ardhīn (persiska: اردهين, اَردَهين, اَردِهِن) är en ort i Iran.   Den ligger i provinsen Zanjan, i den nordvästra delen av landet, 270 km väster om huvudstaden Teheran. Ardhīn ligger 1 820 meter över havet och antalet invånare är 809.
Terrängen runt Ardhīn är platt åt nordväst, men åt sydost är den kuperad.Runt Ardhīn är det ganska tätbefolkat, med 52 invånare per kvadratkilometer. Närmaste större samhälle är Zarrīnābād, 14,0 km nordost om Ardhīn. Trakten runt Ardhīn består i huvudsak av gräsmarker.